# Дивна тварина з півночі
Дивна тварина з півночі (швед. Det sällsamma djuret från norr) — роман, написаний 1989 року Ларсом Густафссоном.

## Сюжет
Вісім космічних правителів на борту величезного міжзоряного корабля Паскаль II, розповідають не пов'язані одну з одною історії. Вони висвітлюють 15 філософських та екзистенційних питань.
Книга описує події далекого майбутнього, що відбуваються через 40 тис. років, коли людські істоти вимерли, і Галактика населена штучним інтелектом. Космічні правителі (лорди) є по суті штучними істотами із інтелектом. Щоб не байдикувати під час подорожі у величезному кораблі на сонячній енергії, ця істота «ділить» себе на вісім частин, які представляються читачеві у вигляді восьми офіцерів, що сидять за столом, розповідаючи історії один одному.
Книга піднімає проблематику цілого ряду філософських питань. Деякі теми стосуються людей (так звані древні теми): це і саме поняття штучного інтелекту, і перспективи щодо можливої появи позаземного життя, також подорожі у часі та їх наслідки, ризики таких подорожей. Наприклад, можливість під час подорожей познайомитися із іншою версією самого себе. Назва книги якраз і передбачає описує таку зустріч, де абстрактна форма життя із невідомими вірусами вкладена в кристал, і зустрічається героям роману. Вони називають її твариною з півночі.